# Photinia glabra
Photinia glabra är en rosväxtart som först beskrevs av Carl Peter Thunberg, och fick sitt nu gällande namn av Carl Maximowicz. Photinia glabra ingår i släktet Photinia och familjen rosväxter. Inga underarter finns listade i Catalogue of Life.

## Bildgalleri

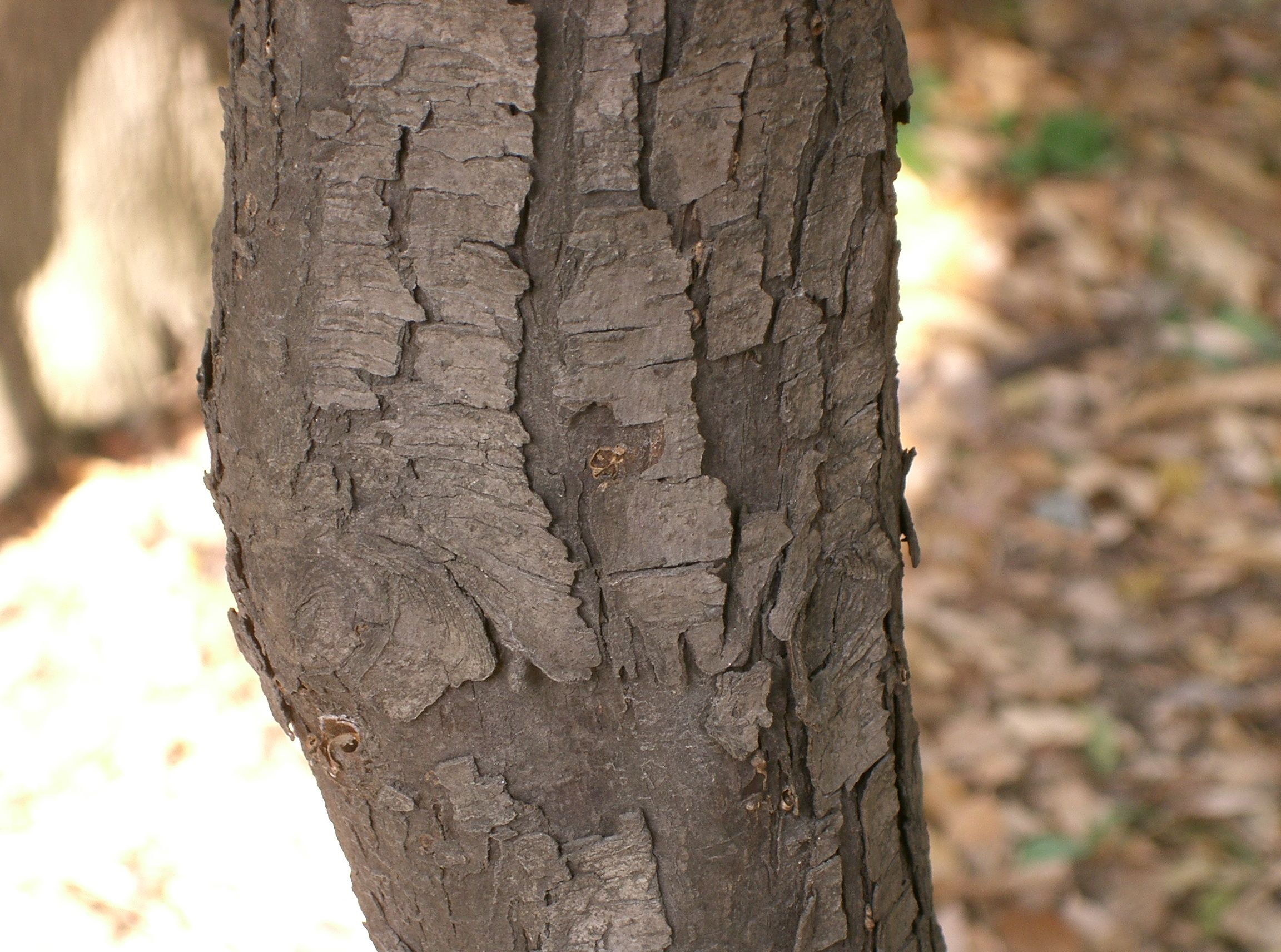
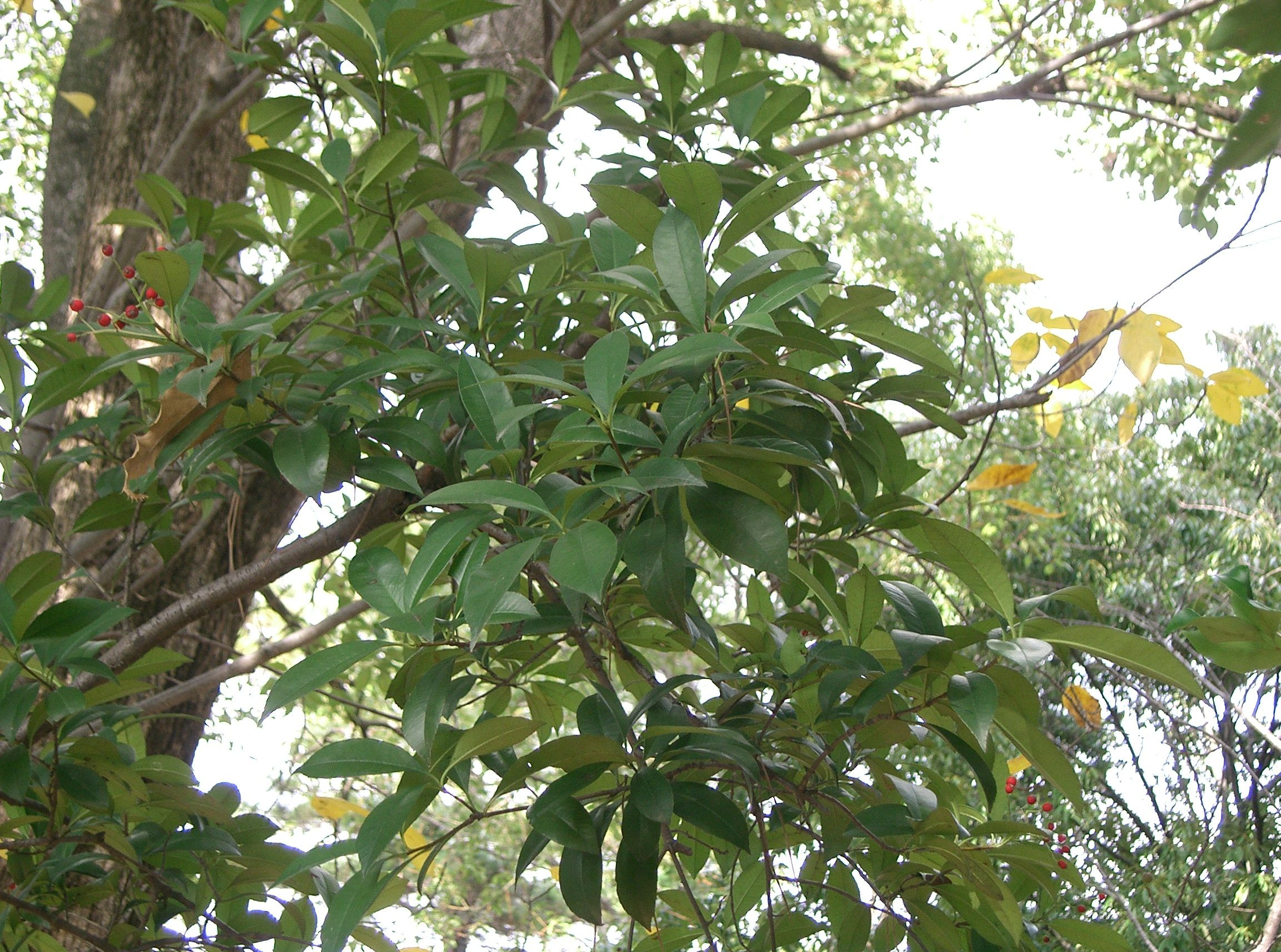
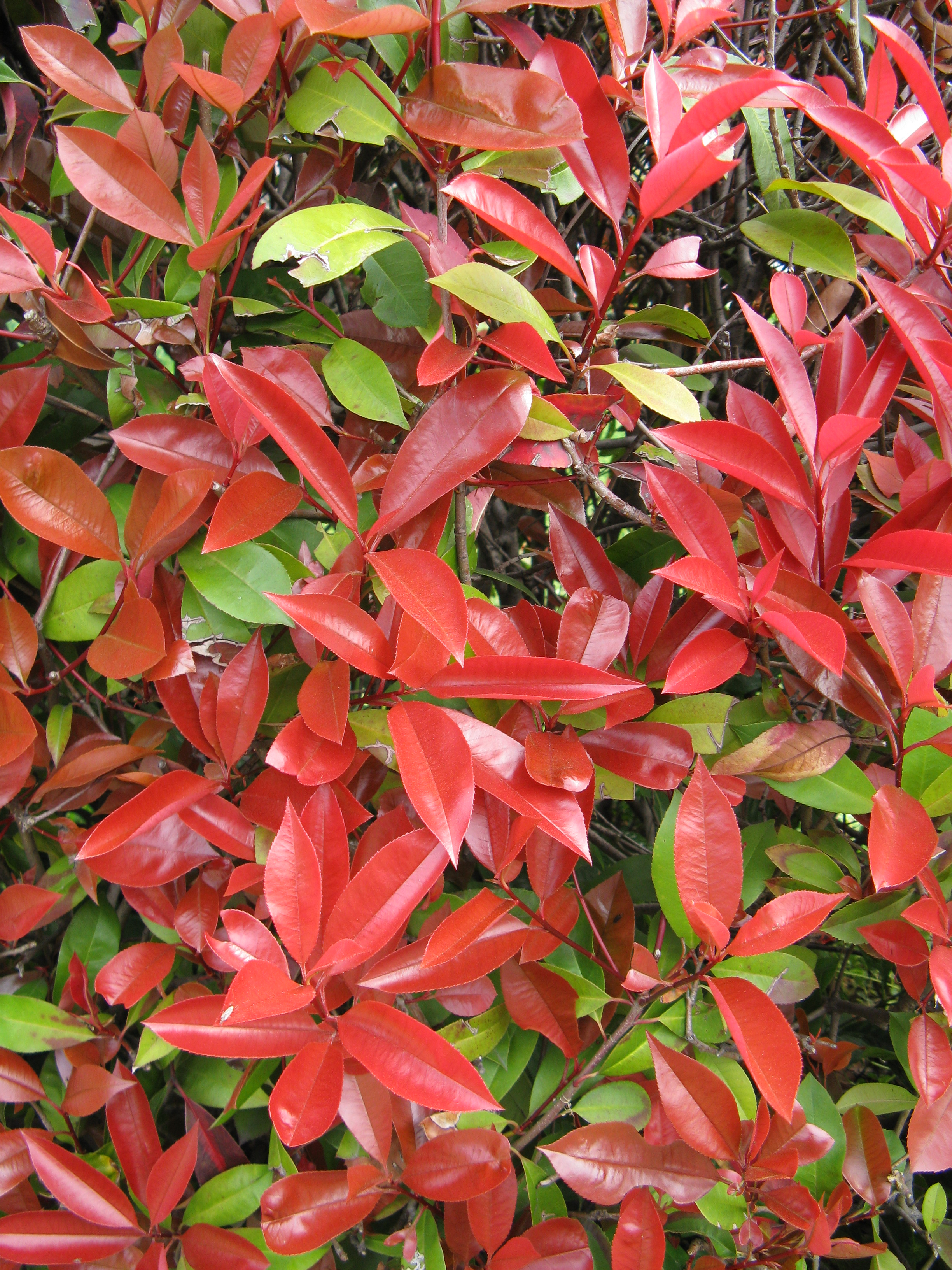
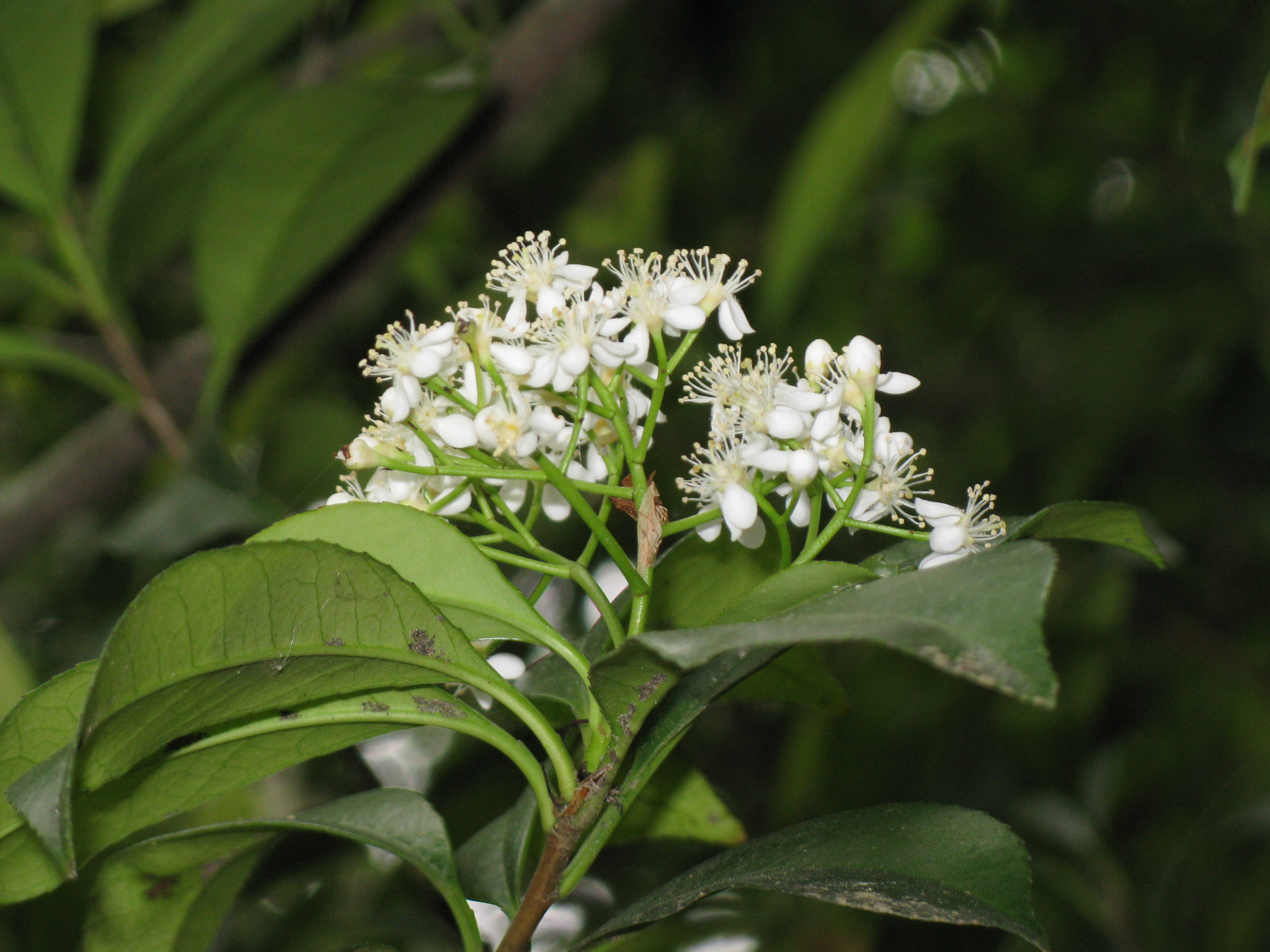
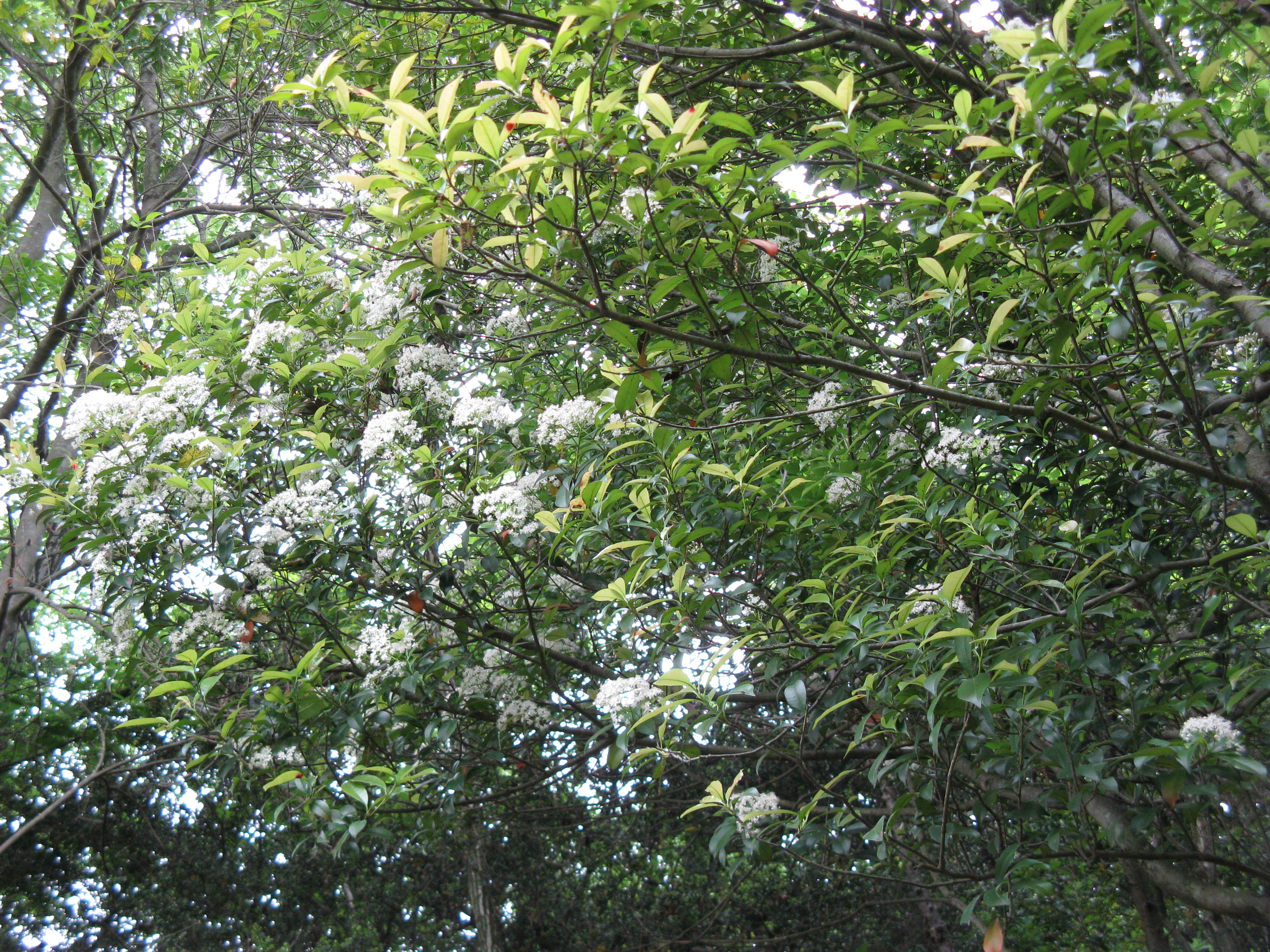
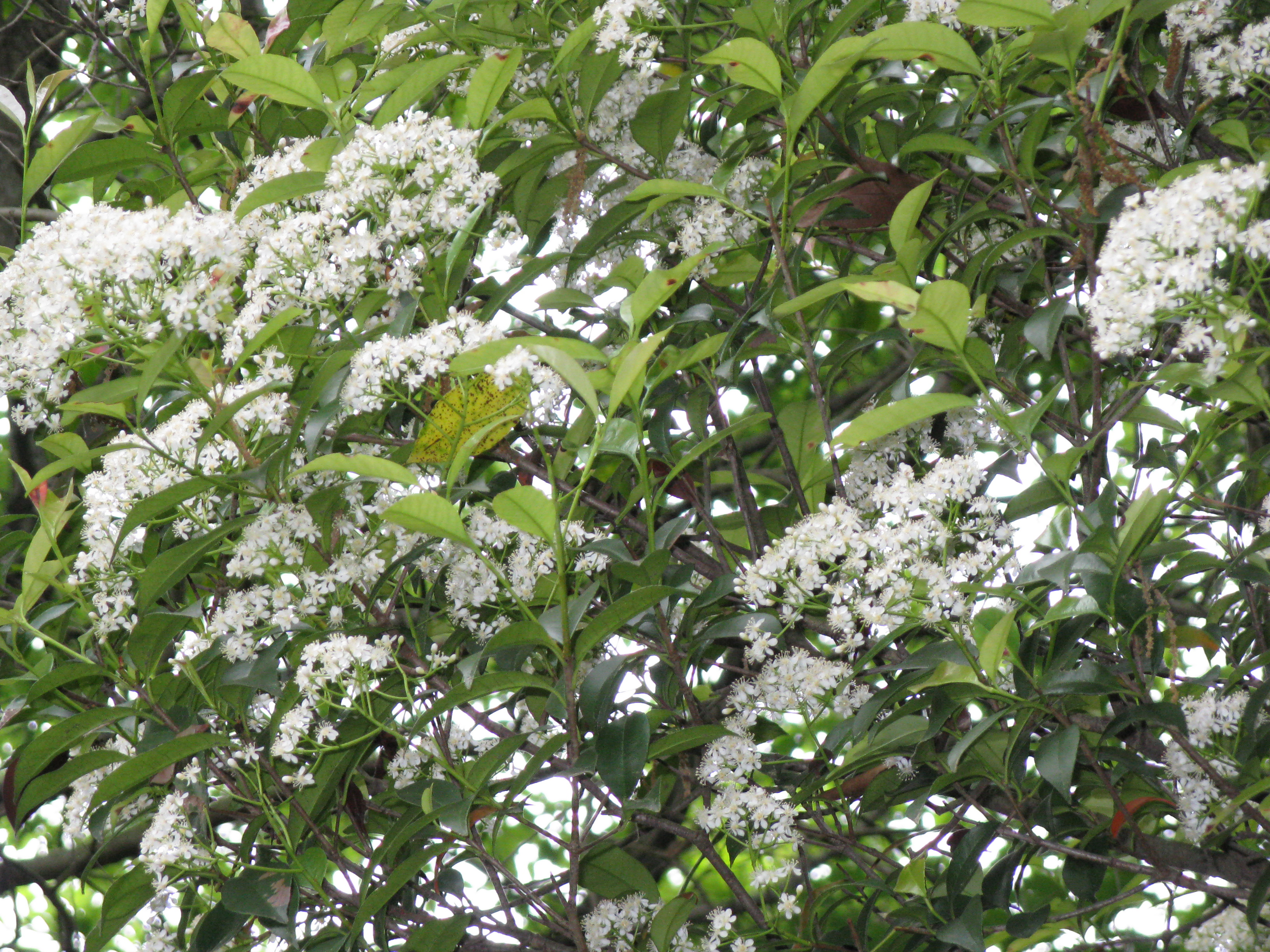